# 2100-as évek
Évszázadok: 21. század · 22. század · 23. század
Évtizedek: 2050-es évek · 2060-as évek · 2070-es évek · 2080-as évek · 2090-es évek · 2100-as évek · 2110-es évek · 2120-as évek · 2130-as évek · 2140-es évek · 2150-es évek
Évek: 2100 · 2101 · 2102 · 2103 · 2104 · 2105 · 2106 · 2107 · 2108 · 2109

## Előrejelzések
A Föld népessége elérheti a 12,3 milliárd főt.

## Események
- 2100-ban újra jelentkezni fog az Y2K-probléma.
- 2106. február 6-án, 6:28:16-kor (UTC) az előjel nélküli 32 bites Unix-időbélyegző túlcsordul, és 1970. január 1., 0:00:00-ra áll vissza.[2]